# Греция на летних Олимпийских играх 1912
Греция на летних Олимпийских играх 1912 была представлена Олимпийским комитетом Греции. Всего Грецию представляли 22 спортсмена в 5 видах спорта.

## Результаты

### Золото
| Золото |                         |                                                   |
| #      | Спортсмен               | Вид спорта (дисциплина)                           |
| 1      | Константинос Циклитирас | Лёгкая атлетика, мужчины. Прыжок в длину с места. |

### Бронза
| Бронза |                         |                                                    |
| #      | Спортсмен               | Вид спорта (дисциплина)                            |
| 1      | Константинос Циклитирас | Лёгкая атлетика, мужчины. Прыжок в высоту с места. |

## Состав команды

### Борьба
Спортсменов — 1
- Анастасиас Антонопулас — выступал в греко-римской борьбе, дошёл до второго раунда из восьми.

### Лёгкая атлетика
Спортсменов —5 мужчин
| Спортсмен                | Соревнование    | Предварительный раунд | Предварительный раунд | Финал     | Финал     |
| Спортсмен                | Соревнование    | Результат             | Место                 | Результат | Место     |
| ------------------------ | --------------- | --------------------- | --------------------- | --------- | --------- |
| Ираклис Сакеллоропулас   | Марафон         |                       |                       | 3:11:37   | 26        |
| Константинос Циклитирас  | Прыжок в высоту | нет данных            | нет данных            | 1,55      |           |
| Константинос Циклитирас  | Прыжок в длину  | нет данных            | нет данных            | 3,37      |           |
| Георгиос Баникас         | Прыжки с шестом | 3,20                  | 18                    | Не прошёл | Не прошёл |
| Михаил Доризас           | Метание диска   |                       |                       | 39,28     | 13        |
| Михаил Доризас           | Толкание ядра   |                       |                       | 12,05     | 11        |
| Димитриас Триантафилакас | 100 м           | нет данных            | 67-91                 | Не прошёл | Не прошёл |

### Плавание
Спортсменов —1
- Андреас Асимакопулас

### Стрельба
Спортсменов —9 мужчин

### Фехтование
Спортсменов —7 Мужчин
- Панагиотис Камбас
- Константинас Кодзиас
- Петрас Манас
- Сотириас Нотарис
- Георгиас Петропалас
- Трифон Триантафилакас
- Георгиас Версис

### Официальные лица
- Граф Александр Меркати (англ. Count Alex. Mercati) — член МОК

### Другие участники
Кроме спортсменов на олимпиаду приехали 2 судьи: А.Метаксас и д-р Михель Хрусафис (англ. Dr. Michel E. Chryssafis) (соревнования по стрельбе).
Король Греции Георг I также присутствовал на соревнованиях и вручил специальный приз за победу в марафоне.